# Irio De Paula

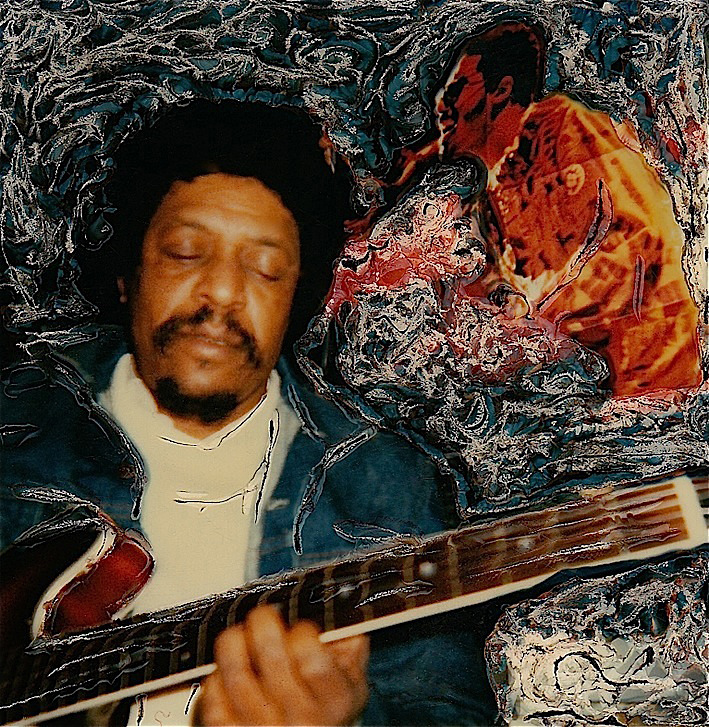
Irio De Paula

Irio Nepomuceno De Paula (Rio de Janeiro, 10 mei 1939 - Rome, 23 mei 2017) was een Braziliaanse jazzgitarist en componist, die vooral bossa nova en samba speelde.

## Biografie
De Paula was als gitarist autodidact. Hij maakte deel uit van Grupo Brasil 40 Graos en speelde in 1966 mee op hun album. Sinds 1970 woonde hij in Italië. Hij begeleidde zangeres Elza Soares alsook Chico Buarque (op diens album Per un pugno di samba). Hij droeg een nummer bij aan de soundtrack van de film L'ultima neve di primavera (1973), die een hit was in Italië. Hij leidde eigen groepen, maar trad ook vaak op als solist. Tevens had hij een duo, Irio e Gio, met de Italiaanse gitariste en zangeres Giovanna Marinuzzi. Hij is te horen op albums  van Romano Mussolini, Lee Konitz en Renato Sellani. Hij heeft verder samengewerkt met Gato Barbieri, Chet Baker, Tal Farlow en Archie Shepp.

## Discografie (selectie)
- Jazz a confronto 1 (Horo Records 1972, met Giorgio Rosciglione, Afonso Vieira, Mandrake)
- Jazz-Samba ao vivo (Nel Jazz 1996, solo)
- De Paula encontra D’Andrea Con Alma (Philology 2002)
- Four for Jazz (Philology 2005, met Fabrizio Bosso, Massimo Moriconi, Massimo Manzi)
- Gianni Basso & Irio De Paula Recado Bossa Nova (DejaVue 2009)